# 愛知工業大学
愛知工業大学（あいちこうぎょうだいがく、英語: Aichi Institute of Technology）は、日本の私立大学。愛知県豊田市に本部を置き、学校法人名古屋電気学園によって運営されている。1912年創立、1959年大学設置。略称は愛工大、愛知工大、AIT（エーアイテイー）など。

## 概観

### 大学全体
愛知工業大学を運営する学校法人名古屋電気学園は、日本国内における工業・生活基盤の主動力の電気への転換期であった時代背景から1912年に教育者・後藤喬三郎が産業界の第一線で活躍する技術者の育成を目標として創設した名古屋電気学講習所を起源とする。1913年に名古屋電気学校(中部地方で初の旧制電気専門学校)を設立するも1949年に廃止。その後、1959年に新制大学として電気工学科のみから成る名古屋電気大学を設立（戦前の旧制専門学校からの昇格ではない）、1960年に他学科の増設に際して現在の大学名へと改称。現在では3学部7学科14専攻、大学院2研究科を擁する理工系教育を基盤とする私立大学である。

### 理念・目標
建学の精神に「自由・愛・正義」を掲げ、「科学技術の発展のみに邁進するエンジニアではなく、人と地球に優しい血の通ったエンジニアを育てる」ため「創造と人間性」を教育のモットーとしている。

## 基礎データ

### 所在地
- 八草キャンパス（愛知県豊田市八草町八千草1247)
- 自由が丘キャンパス（愛知県名古屋市千種区自由ヶ丘2丁目49-2）
- 本山キャンパス（愛知県名古屋市千種区東山通 1丁目 38-1）

### 象徴
大学の歌
- 大学歌（作詞：久徳 高文、作曲：渡辺 宙明）

- 学生歌（作詞：後藤 鉀ニ、作曲：渡辺 次郎）

シンボルマーク
- 校章：愛知工業大学と名古屋電気学園のそれぞれの物が制定されている。
- 公式ロゴマーク：青を基調とするゴシック文字で「AIT愛知工業大学」を表記した物。
- エンブレム：2009年の学部再編によりスタートした3学部体制を3つの星マークで象徴したデザイン。
- 創立記念ロゴマーク：名古屋電気学園の創立10周年ごとに制定されている記念ロゴ。

イメージキャラクター
2003年5月より「鉄人28号」が愛知工業大学の公式イメージキャラクターとして採用されている。2つの見方に基づいてこのキャラクターが相応しいとされ、採用された経緯をもつ。1つ目は、『ストーリーにおける鉄人28号が苦難を経て完成するまでの軌跡は、愛知工業大学の実学教育が軸に置くものづくりの象徴である』という見方、2つ目は、「鉄人28号がリモコン操作する人間によって正義にも悪にもなることは愛知工業大学の掲げる教育モットー『科学技術の発展のみに邁進するエンジニアではなく、人と地球に優しい血の通ったエンジニアを育てる』の重要性を表している」という見方である。

## 沿革
| 1912年 | 7月   | 名古屋電気学講習所の設立予定が発表される。 |
| 1912年 | 9月   | 名古屋市中区矢場町の民家を借り、名古屋電気学講習所が設立される。 |
| 1912年 | 12 月 | 愛知県より学校設置認可を受け、私立名古屋電気学校(夜間、就業年限1年）となる。 |
| 1913年 | 4月   | 修行年限を3年(予科2年・本科1年)へと学則改正。 |
| 1913年 | 4月   | 昼間部、夜間部を設置。 |
| 1915年 | 9月   | 本科の上に高等科(修業年限6カ月）設置。 |
| 1916年 | 6月   | 名古屋市中区新栄町の旧逓信講習所敷地および校舎を購入し、同市中区矢場町より移転。 |
| 1920年 | 1月   | 私立名古屋電気学校を名古屋電気学校に校名変更。 |
| 1937年 | 4月   | 名古屋市千種区若水町に増設された校舎に昼間部を移転。 |
| 1945年 | 3月   | 名古屋市中区新栄町の校舎が爆撃により消失し、夜間部の授業が同市千種区若水の校舎にて移転実施される。 |
| 1947年 | 4月   | 名古屋電気中学校設置。 |
| 1949年 | 4月   | 名古屋電気高等学校設置。 |
| 1949年 | 12月  | 名古屋電気学校廃止。 |
| 1954年 | 4月   | 名古屋電気短期大学設置。 |
| 1959年 | 4月   | 戦後の新制大学として、名古屋電気大学設置、工学部電気工学科開設。 |
| 1960年 | 4月   | 名古屋電気大学を愛知工業大学に校名変更。 |
| 1960年 | 4月   | 工学部に電子工学科、応用化学科を開設。 |
| 1962年 | 4月   | 工学部に機械工学科、経営工学科を開設。 |
| 1963年 | 4月   | 工学部第II部設置、電気工学科、機械工学科を開設。 |
| 1964年 | 12月  | 愛知県豊田市八草町八千草台への大学移転計画に着手。 |
| 1965年 | 4月   | 工学部第I部に土木工学科を開設。 |
| 1965年 | 7月   | 名古屋電気短期大学を愛知工業大学短期大学部に校名変更。 |
| 1966年 | 4月   | 愛知工業大学大学院工学研究科修士課程を設置、電気工学専攻・応用化学専攻を開設。 |
| 1968年 | 4月   | 工学部第I部に建築学科を開設。 |
| 1972年 | 2月   | 附属環境工学研究所を開設。 |
| 1973年 | 4月   | 大学院工学研究科修士課程に土木工学専攻を開設。 |
| 1973年 | 4月   | 工学専攻科経営工学専攻を開設。 |
| 1974年 | 3月   | 愛知県豊田市八草町八千種台への大学移転が完了する。 |
| 1974年 | 7月   | 附属図書館竣工。 |
| 1976年 | 4月   | 工学部第I部に建築工学科を開設。 |
| 1976年 | 4月   | 大学院工学研究科修士課程に機械工学専攻、建築学専攻を開設。 |
| 1977年 | 1月   | 鉀徳館（体育館兼講堂）竣工。 |
| 1977年 | 11月  | 計算センター竣工。 |
| 1978年 | 8月   | 愛知工業大学短期大学部を廃止。 |
| 1981年 | 10月  | 国際交流センターを開設。 |
| 1988年 | 4月   | 工学部第I部に情報通信工学科を開設。 |
| 1992年 | 4月   | 大学院工学研究科に博士（後期3年）課程の電気・材料工学専攻、生産・建設工学専攻を開設。 |
| 1992年 | 4月   | 大学院工学研究科修士課程を電気電子工学専攻、材料化学専攻、生産システム工学専攻、建設システム工学専攻の4専攻に改組。 |
| 1992年 | 6月   | 附属環境工学研究所廃止。 |
| 1992年 | 11月  | 附属総合技術研究所開設。 |
| 1998年 | 4月   | 第I部9学科に昼間主コース・夜間主コースを設置。 |
| 1998年 | 4月   | 第II部2学科を募集停止。 |
| 1998年 | 4月   | 情報教育センター竣工。 |
| 1999年 | 4月   | 耐震実験センター竣工。 |
| 2000年 | 4月   | 工学部経営工学科を経営情報科学部に改組。 |
| 2000年 | 4月   | 経営情報学科、マーケティング情報学科を開設。 |
| 2000年 | ７月  | エクステンションセンター開設。 |
| 2003年 | 4月   | インターンシップ支援センター開設。 |
| 2003年 | 4月   | みらい工房開設。 |
| 2004年 | 4月   | 学科を改組し学部のもとに学科、専攻を設置 （工学部のもとに電気学科、応用化学科、機械学科、都市環境学科を設置、電気学科のもとに電気工学専攻、電子工学専攻、情報通信工学専攻を、応用化学科のもとに応用化学専攻を、機械学科のもとに機械工学専攻、知能機械工学専攻を、都市環境学科のもとに土木工学専攻、建築学専攻、建築環境学専攻を設置、 経営情報科学部のもとに情報科学科、マーケティング情報学科を設置、情報科学科のもとに経営情報システム専攻、コンピュータシステム専攻を、マーケティング情報学科のもとにマーケティング情報専攻を設置）。 |
| 2005年 | 4月   | 大学院に経営情報科学研究科を開設し、同研究科博士前期課程及び博士後期課程に経営情報科学専攻を設置。 |
| 2005年 | 4月   | 名古屋市千種区本山にキャンパスを増設。 |
| 2005年 | 4月   | 地域防災研究センターを開設。 |
| 2006年 | 4月   | 大学院工学研究科博士前期課程の生産システム工学専攻を機械工学専攻に改称。 |
| 2007年 | 4月   | 夜間主コースを募集停止。 |
| 2007年 | 4月   | エコ電力研究センター開設。 |
| 2009年 | 4月   | 工学部を電気学科2専攻（電気工学専攻、電子情報工学専攻）、応用化学科2専攻（応用化学専攻、バイオ環境化学専攻）、機械学科2専攻（機械工学専攻、機械創造工学専攻）、都市環境学科1専攻（土木工学専攻）、建築学科2専攻（建築学専攻、住居デザイン専攻）に改組、経営学部を経営学科3専攻（経営情報システム専攻、ビジネスマネジメント専攻、スポーツマネジメント専攻）に改組、情報科学部を情報科学科2専攻（コンピュータシステム専攻、メディア情報専攻）に改組。                                                                                      |
| 2010年 | 4月   | 名古屋市千種区自由ヶ丘にキャンパスを増設。 |
| 2015年 | 4月   | 工学部都市環境学科を工学部土木工学科に改称し、土木工学科に防災土木工学専攻を開設。 |
| 2024年 | 4月   | 工学部土木工学科を工学部社会基盤学科に改称し、防災土木工学専攻を都市デザイン専攻に改称。 |

## 教育および研究

### 組織

#### 学部
工学部
- 電気学科
  - 電気工学専攻
  - 電子情報工学専攻
- 応用化学科
  - 応用化学専攻
  - バイオ環境化学専攻
- 機械学科（アドバンスエンジニア・プログラムを設置）
  - 機械工学専攻
  - 機械創造工学専攻
    - 自動車、ロボット、航空宇宙の3つの専門コースを設置、3年次より配属。
- 土木工学科（2023年度募集まで）
  - 土木工学専攻（Jabee認定）
  - 防災土木工学専攻（Jabee認定）
- 社会基盤学科 (2024年度募集から)
  - 土木工学専攻（Jabee認定）
  - 都市デザイン専攻（Jabee認定）
- 建築学科
  - 建築学専攻
  - 住居デザイン専攻

経営学部
- 経営学科
  - 経営情報システム専攻
    - 「経営者育成コース」、「企画・営業・サービスコース」、「ものづくり技術経営コース」、「経理・会計コース」、「IT技術者コース」の5つの専門コースを設置。

  - スポーツマネジメント専攻

情報科学部
- 情報科学科
  - コンピュータシステム専攻
  - メディア情報専攻

基礎教育センター
- 自然科学教室
- 総合教育教室

※基礎教育センターは、全学共通の基礎科目・教養科目の講義を担当する教員の所属する部署を表しており、この部署に学生がゼミ配属されることはない。

#### 大学院
工学研究科
- 電気電子工学専攻（博士前期課程）
- 材料化学専攻（博士前期課程）
- 機械工学専攻（博士前期課程）
- 建設システム工学専攻（博士前期課程）
- 電気・材料工学専攻（博士後期課程）
- 生産・建設工学専攻（博士後期課程）

経営情報科学研究科
- 経営情報科学専攻

#### 研究室一覧
- 電気学科
- 応用化学科
- 機械学科
- 社会基盤学科
- 建築学科
- 経営学科
- 情報科学科

#### 附属機関
- 入試センター
- 高大連携推進室
- キャリアセンター
- 地域連携・SDGs推進本部
- 総合技術研究所
- 耐震実験センター
- 地域防災研究センター
- エコ電力研究センター
- 附属図書館

### 教育
- ロボット研究ミュージアムでは、ロボットに関わる研究室の活動、学生チャレンジプロジェクト、サークル活動として、ヒューマノイドロボット、災害対応ロボット、運搬ロボット、水中探査ロボット等の製作・研究プロジェクトが実施され、競技会への出場や学外イベントへの出展等において数多くの成果を上げている。

- みらい工房では、教員より工具、工作機械の使用法の指導を受けることで自由工作ができる。

- 大学による費用面での支援のもと学生主体でプロジェクトを企画、準備、実行する取り組みが2001年度より行われている。EVフォーミュラカー、ロケットなど、数多くのプロジェクトが実施されている。
  - 愛知工業大学の公式イメージキャラクターである鉄人28号模倣ロボットの製作プロジェクトは2004年度から続いている。高機能化を目指し各年度新たに鉄人ロボットが開発されている。

### 研究

#### 研究拠点形成プロジェクト(文部科学省)
- ナノ材料制御技術による新規太陽光エネルギー利用統合技術の創出/総合技術研究所(2010年度採択）

#### 私立大学学術研究高度化推進事業(文部科学省)
- 1998年度ハイテクリサーチセンター整備事業[3]において、学内に「耐震実験センター（国内最大級の耐震・構造工学実験施設）」の組織・施設を設立・整備し、1999年度より外部機関との共同研究、受託試験、卒業研究での施設の利用を実施している。

開始。
- 2004年度社会連携推進事業[4]において、学内に「地域防災研究センター」の組織・施設を設立・整備し、2005年度より東海地方の防災力向上を目的とする研究、防災啓発活動、また、一部の外部機関に対し緊急地震速報配信事業を実施している。
- 2006年度社会連携推進事業[4]において、学内に「エコ電力研究センター」の組織・施設を設立・整備し、2007年度より再生可能エネルギー発電および電力供給システムに関わる実証研究・技術開発を実施している。

#### 知の拠点あいち重点研究プロジェクト
愛知県主催の産学行政連携研究事業。下記は、当学が参画したプロジェクトにおいて担当した研究開発。
- Ⅲ期（2019 - 2021年度）
  - 「先進的AI·IoT・ビッグデータ活用技術開発プロジェクト」に係る、直流給配電システムの研究開発[5]。
  - 「近未来自動車技術開発プロジェクト」に係る、「人にやさしい遠隔操縦自動運転の要素技術」の研究開発[5]。
    - 豊田市との包括連携協定により同市から貸与を受けた電気自動車「COMS」1台が研究使用された。
- Ⅳ期（2022-2024年度）
  - 「プロジェクトDX」[6]に係る、愛知県の農業生産力維持を目的とした農作業軽労化汎用機械の研究開発[7]

#### 主な研究実績
- 世界初の成功事例となった、愛知工業大学の研究グループによる、「空気中室温でも安定な有機中性ラジカルの立体保護無しでの作製」（応用化学分野/2018年）[8]。
- 世界初の成功事例となった、新潟大学、愛知工業大学の共同研究グループによる、「電気伝導性を持つ有機中性ラジカル結晶の作製、およびその電気伝導性を 1,000 倍〜100,000 倍に高める電子ドーピング」(応用化学分野/2018年）[9]。
- 東北大学、早稲田大学、愛知工業大学の共同研究グループにより開発された、「膨大な空間データからなる現象を少数のセンサ情報から表現するための、最適センサ位置選択の新たなアルゴリズム」 (工学分野/2022年)[10]。

- 世界初の成功事例となった、大阪大学、愛知工業大学の共同研究グループによる、量子技術(室温超偏極)を用いるNMR創薬の実演（応用化学分野/2023年）[11]。
- 愛知工業大学の研究グループにより開発された、有機化合物を活物質とするタイプのレドックスフロー電池 (応用化学分野/2023年)[12]。
- 東北大学、早稲田大学、愛知工業大学の共同研究グループにより開発された、量子インスパイアード技術を用いる大量データクラスタリングの手法 (工学分野/2024年)[13] 。

## 就職
1959年大学設立以来の長い歴史の中で多くの卒業生が中京圏を基盤とする企業から全国規模、世界規模の企業まで幅広く活動しており、愛知工業大学の就職後援組織である愛名会に加入する企業への就職者数は例年、卒業者数の4割台を占める。東洋経済新報社によると、大学全体の実就職率ランキングは2023年に全国第1位、また2014年～2016年の学部別累積実就職率ランキングは理工系で全国第2位である。
有名企業400社就職率（実就職率とは異なる指標）は2020年に5.6%となっており、私立工業大学では東北工業大学と同等の有名企業就職率となっている。

## 施設

### 八草キャンパス
- 使用学部：工学部全専攻、経営学部スポーツマネジメント専攻、情報科学部全専攻
- 使用研究科：工学研究科全専攻
- 教育研究施設：各学科棟、機械工場(機械学科)、バイオ環境化学実験棟、土木・建築実験棟、振動実験棟、ロボット研究ミュージアム、みらい工房、計算センター、情報教育センター、総合技術研究所、エコ電力研究センター、耐震実験センター、地域防災研究センター、附属図書館
- 体育施設：講堂兼体育館、小体育館、陸上競技場、テニスコート、野球場、弓道場、サッカー場、球技場
- 商業施設：セブン-イレブン愛知工業大学店、すき家愛知工業大学店、スガキヤ愛知工業大学店、紀伊国屋書店愛知工業大学店、メディアショップ
- その他施設：食堂、キャリアセンター、学習支援センター、メディアセンター、学生寮

### 自由が丘キャンパス
- 使用学部：経営学部経営情報システム専攻
- 使用研究科：経営情報科学研究科
- 教育施設：講義室、ゼミ室、PC演習室、マルチメディア情報室
- その他施設：食堂、保健室、キャリアセンター

### 本山キャンパス
本山キャンパスは、当学教員による科学技術講座を地域住民向けに開催する用途など、地域還元を目的に設置されており、学部・大学院の講義や研究活動には使用されていない。
- 使用学部：なし
- 使用研究科：なし

## 附属学校
- 愛知工業大学名電中学校・高等学校
- 愛知工業大学情報電子専門学校（2024年度以降募集停止[17]）

## 交通アクセス
- 八草キャンパス
  - 愛知環状鉄道愛知環状鉄道線・愛知高速交通（リニモ）東部丘陵線八草駅下車、徒歩約10分（大学直通のスクールバスあり）。
- 本山キャンパス
  - 名古屋市営地下鉄東山線・名城線 本山駅下車、徒歩約3分。
- 自由ヶ丘キャンパス
  - 名古屋市営地下鉄名城線自由ヶ丘駅下車、徒歩約1分。

## 学生生活

### 部活動・クラブ・サークル
- 硬式野球部
  - 愛知大学野球連盟に所属しており、全国タイトルで優勝1回（1986年の第17回明治神宮大会）、準優勝1回（1985年の第16回明治神宮大会）の獲得実績がある強豪、あるいは全国的には古豪として知られている。
- 卓球部
  - 東海学生卓球連盟に所属しており、全日本大学総合選手権団体では男子7度、女子4度優勝。日本卓球リーグで1度内閣総理大臣杯を獲得。
- ラグビー部
  - 2015年度全国地区対抗大学ラグビーフットボール大会で初優勝を果たし、悲願の全国初タイトルを獲得した。

### 駅伝大会
- 11月に開催される。学内の学生が任意で参加し、所属学科対抗で競い合う。

### 大学祭
- 10月に2日間にわたり開催される。

## 社会連携

### 連携大学院等
- 産業技術総合研究所
- 豊田中央研究所
- 中部電力

### 他大学との協定

#### 国内連携協定校
- 芝浦工業大学[18]
- 工大サミット
- 豊田市大学等連携協議会
- 大学コンソーシアムせと
- 大学IRコンソーシアム
- 大学宇宙工学コンソーシアム

#### 国際交流協定校
- 東南大学（中華人民共和国）
- 揚州大学（中華人民共和国）
- 華南理工大学（中華人民共和国）
- 韓国海洋大学校（大韓民国）
- チエンマイ大学理学部（タイ王国）
- プリンス・オブ・ソンクラー大学理学部（タイ王国）
- ソンクラ大学理学部（タイ王国)
- スリ シバスブラマミーヤナダール工業大学（インド）
- ケンタッキー大学工学部（アメリカ合衆国）
- ジョージタウンカレッジ（アメリカ合衆国）
- トンプソン・リバース大学（カナダ）
- ヨーゼフステファン研究所（スロベニア共和国）
- ポーランド科学アカデミー・基盤技術研究所（ポーランド）
- チャーレス大学薬学部（チェコ共和国）
- パリ第6大学（フランス）
- カタロニア工科大学（スペイン）

### 包括連携協定
- 愛知県豊田市
- 愛知県みよし市
- 豊田信用金庫
- 大垣共立銀行